# La prostituta
La prostituta (Проститутка, Prostitutka) è un film del 1926 diretto da Oleg Frelich.